# A Monster Calls (film)
A Monster Calls is een Spaans-Amerikaanse fantasyfilm uit 2016 die geregisseerd werd door J.A. Bayona. De film is gebaseerd op de gelijknamige roman van auteur Patrick Ness, die zelf het scenario schreef. De hoofdrollen worden vertolkt door Lewis MacDougall, Felicity Jones, Sigourney Weaver en Liam Neeson. De film ging op 9 september in première op het internationaal filmfestival van Toronto.

## Verhaal
Conor O'Malley is een jongen die op school gepest wordt door bullebak Harry en thuis geconfronteerd wordt met zijn terminaal zieke moeder. Op een dag ontdekt hij een "monster", in de gedaante van een reusachtige boom, die zich over hem ontfermt.

## Rolverdeling
| Acteur               | Personage             |
| -------------------- | --------------------- |
| Lewis MacDougall     | Conor O'Malley        |
| Sigourney Weaver     | Grandma               |
| Felicity Jones       | Mum                   |
| Toby Kebbell         | Dad                   |
| Liam Neeson          | The Monster / Grandpa |
| James Melville       | Harry                 |
| Lily-Rose Aslandogdu | Lily                  |

## Productie
In maart 2014 kocht Focus Features de rechten op het boek A Monster Calls van auteur Patrick Ness. J. A. Bayona werd in dienst genomen om het project te verfilmen, terwijl Ness zelf het scenario mocht schrijven. In april 2014 werd Felicity Jones gecast als de moeder van het hoofdpersonage. Liam Neeson werd een maand later gecast als het monster. In augustus 2014 werd Sigourney Weaver aan de cast toegevoegd als de grootmoeder.
De opnames gingen op 30 september 2014 van start in Spanje en Engeland. Er werd gefilmd in onder meer Preston en Manchester.